# Karl-Heinz Schnellinger
Karl-Heinz Schnellinger (Düren, 31 marzo 1939 – Milano, 20 maggio 2024) è stato un calciatore tedesco, di ruolo difensore.

## Caratteristiche tecniche
Terzino sinistro arcigno, dal fisico robusto, soprannominato Volkswagen per la sua continuità di rendimento, sia per quantità sia per qualità, poté ricoprire vari ruoli, da quello di mediano a quello di stopper o di libero. Fu, altresì, abile nei tackle in scivolata.

## Carriera

### Giocatore

#### Club

Schnellinger al Mantova nella stagione 1963-1964

Dopo gli esordi nel club della sua città, il Düren 99, nel 1958 passò al Colonia, dove militò per quattro stagioni, fra le più gloriose della storia dei caproni, che si aggiudicarono il loro primo titolo nazionale nella stagione 1961-1962, raggiungendo poi altre due volte la finale dell'Oberliga. Nel 1963, dopo la finale di campionato persa col Borussia Dortmund, nella quale segnò le rete dell'1-3 finale, l'ultima della storia dell'Oberliga (sostituita poi l'annata successiva dalla Bundesliga a girone unico), si trasferì in Italia, acquistato dalla Roma, che lo cedette in prestito al Mantova. Con i biancorossi fece il suo esordio in Serie A il 15 settembre 1963, in una sconfitta interna per 4-1 contro il Milan, in cui il tedesco disputò un'ottima partita facendo vedere ottimi interventi difensivi.
La stagione successiva vide Schnellinger nella capitale di ritorno dal prestito; nella squadra capitolina confermò il suo eclettismo tattico, venendo impiegato in numerosi ruoli (terzino destro, terzino sinistro, laterale, libero). Nel 1965 si accasò al Milan, con cui giocò per ben nove stagioni in uno dei periodi d'oro dei rossoneri, tanto che il suo nome venne incluso nella hall of fame del club meneghino. Il primo trofeo vinto all'ombra della Madonnina fu la Coppa Italia del 1967, seguita l'anno dopo dal double scudetto-Coppa delle Coppe; nel 1969 seguì poi un'altra "doppietta", quella composta da Coppa dei Campioni e Intercontinentale.
Schnellinger continuò a vestire la maglia rossonera nella prima parte degli anni settanta, vincendo altre due coppe nazionali (1972 e 1973) e la Coppa delle Coppe del 1973. Proprio in quell'anno sfiorò lo “scudetto della stella” con l'inaspettata sconfitta all'ultimo turno contro il Verona, passata alla storia come “Fatal” in quanto i milanesi persero un titolo dato quasi per certo, collezionando il terzo posto d'onore consecutivo. L'anno successivo, il 1974 fu l'ultimo al Milan prima di lasciare il calcio italiano, in cui collezionò 284 presenze in 11 campionati. Da notare che Schnellinger, in 222 partite di campionato con la maglia rossonera, non realizzò mai alcuna rete. Complessivamente coi meneghini collezionò 334 presenze e 3 reti realizzate.
Nel 1974 tornò in patria esordendo in Bundesliga a 35 anni nelle file del Tennis Borussia Berlino, anch'esso all'esordio in massima serie, senza tuttavia riuscire ad evitare l'immediata retrocessione, ritirandosi dall'attività agonistica a fine stagione.

#### Nazionale

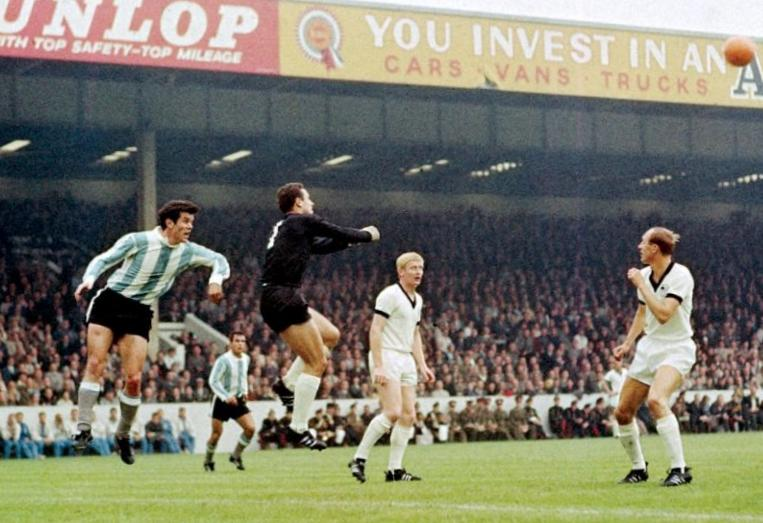
Solari, Más, Tilkowski, Schnellinger e Schulz nel corso di Germania Ovest-Argentina al

Dopo l'esordio a soli 19 anni, Schnellinger prese parte a ben quattro edizioni consecutive della coppa del mondo di calcio, da Svezia 1958 a Messico 1970. In particolare degna di nota fu la sua partecipazione a quest'ultimo mondiale, poiché in semifinale la Germania Ovest affrontò l'Italia allo stadio Azteca di Città di Messico, in quella che fu poi definita la Partita del secolo. All'ultimo minuto, con l'Italia a condurre il gioco grazie a un gol di Roberto Boninsegna, fu proprio Schnellinger a pareggiare i conti con una spaccata, rendendo così possibile una mezz'ora fra le più belle della storia del calcio: i celebri tempi supplementari in cui si susseguirono 5 gol per il 4-3 finale a favore degli azzurri. Il gol di Schnellinger al 90' fu l'unica rete segnata dal terzino nelle sue 47 apparizioni in nazionale.

### Dopo il ritiro
Dopo il ritiro prese in considerazione l'idea di diventare allenatore, ma l'idea di dover passare periodi lontano dalla famiglia lo fece desistere. Decise quindi di accettare la proposta di Jacopo Castelfranchi, proprietario della G.B.C., azienda di elettronica, di divenire dirigente e uomo immagine della sua ditta. Così, con la moglie e le tre figlie tornò a Milano. Grazie alla figlia Daniela acquistò e fece ristrutturare una casa a San Desiderio di Monastero Bormida, nelle Langhe, che divenne abituale luogo di villeggiatura estivo.
Nei primi anni '90 visse una breve esperienza come giudice di gara del gioco televisivo Bellezze sulla neve.
Morì il 20 maggio 2024 all'ospedale San Raffaele di Milano all'età di 85 anni.

## Statistiche

### Presenze e reti nei club
| Stagione       | Squadra        | Campionato     | Campionato | Campionato | Coppe nazionali | Coppe nazionali | Coppe nazionali | Coppe continentali | Coppe continentali | Coppe continentali | Altre coppe | Altre coppe | Altre coppe | Totale | Totale |
| Stagione       | Squadra        | Comp           | Pres       | Reti       | Comp            | Pres            | Reti            | Comp               | Pres               | Reti               | Comp        | Pres        | Reti        | Pres   | Reti   |
| -------------- | -------------- | -------------- | ---------- | ---------- | --------------- | --------------- | --------------- | ------------------ | ------------------ | ------------------ | ----------- | ----------- | ----------- | ------ | ------ |
| 1958-1959      | Colonia        | OL             | 19         | 0          | DP              | –               | –               | –                  | –                  | –                  | –           | –           | –           | 19     | 0      |
| 1959-1960      | Colonia        | OL             | 28         | 1          | DP              | –               | –               | –                  | –                  | –                  | –           | –           | –           | 28     | 1      |
| 1960-1961      | Colonia        | OL             | 28         | 0          | DP              | 2               | 0               | –                  | –                  | –                  | –           | –           | –           | 30     | 0      |
| 1961-1962      | Colonia        | OL             | 30         | 6          | DP              | 1               | 0               | –                  | –                  | –                  | –           | –           | –           | 31     | 6      |
| 1962-1963      | Colonia        | OL             | 26         | 2          | DP              | –               | –               | CC                 | 1                  | 0                  | –           | –           | –           | 27     | 2      |
| Totale Colonia | Totale Colonia | Totale Colonia | 131        | 9          |                 | 3               | 0               |                    | 1                  | 0                  |             | 0           | 0           | 135    | 9      |
| 1963-1964      | Mantova        | A              | 33         | 2          | CI              | –               | –               | –                  | –                  | –                  | –           | –           | –           | 33     | 2      |
| 1964-1965      | Roma           | A              | 29         | 1          | CI              | 2               | 0               | Cdf                | 5                  | 1                  | –           | –           | –           | 36     | 2      |
| 1965-1966      | Milan          | A              | 25         | 0          | CI              | –               | –               | Cdf                | 5                  | 0                  | –           | –           | –           | 30     | 0      |
| 1966-1967      | Milan          | A              | 28         | 0          | CI              | 5               | 1               | –                  | –                  | –                  | CdA+CM      | 5+2         | 0+0         | 40     | 1      |
| 1967-1968      | Milan          | A              | 27         | 0          | CI              | 9               | 1               | CdC                | 10                 | 0                  | –           | –           | –           | 46     | 1      |
| 1968-1969      | Milan          | A              | 20         | 0          | CI              | 4               | 1               | CC                 | 7                  | 0                  | –           | –           | –           | 31     | 1      |
| 1969-1970      | Milan          | A              | 26         | 0          | CI              | 3               | 0               | CC                 | 4                  | 0                  | CInt        | 2           | 0           | 35     | 0      |
| 1970-1971      | Milan          | A              | 29         | 0          | CI              | 12              | 0               | –                  | –                  | –                  | –           | –           | –           | 41     | 0      |
| 1971-1972      | Milan          | A              | 26         | 0          | CI              | 10              | 0               | CU                 | 9                  | 0                  | –           | –           | –           | 45     | 0      |
| 1972-1973      | Milan          | A              | 28         | 0          | CI              | 6               | 0               | CdC                | 7                  | 0                  | –           | –           | –           | 41     | 0      |
| 1973-1974      | Milan          | A              | 13         | 0          | CI              | 3               | 0               | CdC                | 7                  | 0                  | SU          | 2           | 0           | 25     | 0      |
| Totale Milan   | Totale Milan   | Totale Milan   | 222        | 0          |                 | 52              | 3               |                    | 49                 | 0                  |             | 11          | 0           | 334    | 3      |
| 1974-1975      | TeBe Berlino   | BL             | 19         | 0          | DP              | 2               | 0               |                    | 0                  | 0                  | –           | 0           | 0           | 21     | 0      |
| Totale         | Totale         | Totale         | 434        | 12         |                 | 59              | 0               |                    | 55                 | 1                  |             | 11          | 0           | 559    | 16     |

### Cronologia presenze e reti in nazionale
| Cronologia completa delle presenze e delle reti in nazionale ― Germania Ovest | Cronologia completa delle presenze e delle reti in nazionale ― Germania Ovest | Cronologia completa delle presenze e delle reti in nazionale ― Germania Ovest | Cronologia completa delle presenze e delle reti in nazionale ― Germania Ovest | Cronologia completa delle presenze e delle reti in nazionale ― Germania Ovest | Cronologia completa delle presenze e delle reti in nazionale ― Germania Ovest | Cronologia completa delle presenze e delle reti in nazionale ― Germania Ovest | Cronologia completa delle presenze e delle reti in nazionale ― Germania Ovest |
| Data                                                                          | Città                                                                         | In casa                                                                       | Risultato                                                                     | Ospiti                                                                        | Competizione                                                                  | Reti                                                                          | Note                                                                          |
| ----------------------------------------------------------------------------- | ----------------------------------------------------------------------------- | ----------------------------------------------------------------------------- | ----------------------------------------------------------------------------- | ----------------------------------------------------------------------------- | ----------------------------------------------------------------------------- | ----------------------------------------------------------------------------- | ----------------------------------------------------------------------------- |
| 2-4-1958                                                                      | Praga                                                                         | Cecoslovacchia                                                                | 3 – 2                                                                         | Germania Ovest                                                                | Amichevole                                                                    | -                                                                             |                                                                               |
| 11-6-1958                                                                     | Hälsingborg                                                                   | Germania Ovest                                                                | 2 – 2                                                                         | Cecoslovacchia                                                                | Mondiali 1958 - 1º turno                                                      | -                                                                             |                                                                               |
| 28-6-1958                                                                     | Göteborg                                                                      | Francia                                                                       | 6 – 3                                                                         | Germania Ovest                                                                | Mondiali 1958 - 1º turno                                                      | -                                                                             |                                                                               |
| 19-11-1958                                                                    | Berlino                                                                       | Germania Ovest                                                                | 2 – 2                                                                         | Austria                                                                       | Amichevole                                                                    | -                                                                             |                                                                               |
| 21-12-1958                                                                    | Amburgo                                                                       | Germania Ovest                                                                | 3 – 0                                                                         | Bulgaria                                                                      | Amichevole                                                                    | -                                                                             |                                                                               |
| 28-12-1958                                                                    | Il Cairo                                                                      | Rep. Araba Unita                                                              | 2 – 1                                                                         | Germania Ovest                                                                | Amichevole                                                                    | -                                                                             |                                                                               |
| 6-5-1959                                                                      | Glasgow                                                                       | Scozia                                                                        | 3 – 2                                                                         | Germania Ovest                                                                | Amichevole                                                                    | -                                                                             |                                                                               |
| 20-12-1959                                                                    | Hannover                                                                      | Germania Ovest                                                                | 1 – 1                                                                         | Jugoslavia                                                                    | Amichevole                                                                    | -                                                                             |                                                                               |
| 23-3-1960                                                                     | Stoccarda                                                                     | Germania Ovest                                                                | 2 – 1                                                                         | Cile                                                                          | Amichevole                                                                    | -                                                                             |                                                                               |
| 27-4-1960                                                                     | Ludwigshafen                                                                  | Germania Ovest                                                                | 2 – 1                                                                         | Portogallo                                                                    | Amichevole                                                                    | -                                                                             |                                                                               |
| 3-8-1960                                                                      | Reykjavík                                                                     | Islanda                                                                       | 0 – 5                                                                         | Germania Ovest                                                                | Amichevole                                                                    | -                                                                             |                                                                               |
| 26-10-1960                                                                    | Belfast                                                                       | Irlanda del Nord                                                              | 3 – 4                                                                         | Germania Ovest                                                                | Qual. Mondiali 1962                                                           | -                                                                             |                                                                               |
| 20-11-1960                                                                    | Atene                                                                         | Grecia                                                                        | 0 – 3                                                                         | Germania Ovest                                                                | Qual. Mondiali 1962                                                           | -                                                                             |                                                                               |
| 23-11-1960                                                                    | Sofia                                                                         | Bulgaria                                                                      | 2 – 1                                                                         | Germania Ovest                                                                | Amichevole                                                                    | -                                                                             |                                                                               |
| 8-3-1961                                                                      | Francoforte sul Meno                                                          | Germania Ovest                                                                | 1 – 0                                                                         | Belgio                                                                        | Amichevole                                                                    | -                                                                             |                                                                               |
| 10-5-1961                                                                     | Berlino                                                                       | Germania Ovest                                                                | 2 – 1                                                                         | Irlanda del Nord                                                              | Qual. Mondiali 1962                                                           | -                                                                             |                                                                               |
| 20-9-1961                                                                     | Düsseldorf                                                                    | Germania Ovest                                                                | 5 – 1                                                                         | Danimarca                                                                     | Amichevole                                                                    | -                                                                             |                                                                               |
| 22-10-1961                                                                    | Lipsia                                                                        | Germania Ovest                                                                | 2 – 1                                                                         | Grecia                                                                        | Qual. Mondiali 1962                                                           | -                                                                             |                                                                               |
| 11-4-1962                                                                     | Amburgo                                                                       | Germania Ovest                                                                | 3 – 0                                                                         | Albania                                                                       | Amichevole                                                                    | -                                                                             |                                                                               |
| 31-5-1962                                                                     | Santiago del Cile                                                             | Italia                                                                        | 0 – 0                                                                         | Germania Ovest                                                                | Mondiali 1962 - 1º turno                                                      | -                                                                             |                                                                               |
| 3-6-1962                                                                      | Santiago del Cile                                                             | Germania Ovest                                                                | 2 – 1                                                                         | Svizzera                                                                      | Mondiali 1962 - 1º turno                                                      | -                                                                             |                                                                               |
| 6-6-1962                                                                      | Santiago del Cile                                                             | Cile                                                                          | 0 – 2                                                                         | Germania Ovest                                                                | Mondiali 1962 - 1º turno                                                      | -                                                                             |                                                                               |
| 10-6-1962                                                                     | Santiago del Cile                                                             | Jugoslavia                                                                    | 1 – 0                                                                         | Germania Ovest                                                                | Mondiali 1962 - 2º turno                                                      | -                                                                             |                                                                               |
| 30-9-1962                                                                     | Rio de Janeiro                                                                | Brasile                                                                       | 1 – 1                                                                         | Germania Ovest                                                                | Amichevole                                                                    | -                                                                             |                                                                               |
| 24-10-1962                                                                    | Parigi                                                                        | Francia                                                                       | 2 – 2                                                                         | Germania Ovest                                                                | Amichevole                                                                    | -                                                                             |                                                                               |
| 23-12-1962                                                                    | Karlsruhe                                                                     | Germania Ovest                                                                | 5 – 1                                                                         | Svizzera                                                                      | Amichevole                                                                    | -                                                                             |                                                                               |
| 5-6-1963                                                                      | Buenos Aires                                                                  | Argentina                                                                     | 2 – 1                                                                         | Germania Ovest                                                                | Amichevole                                                                    | -                                                                             |                                                                               |
| 4-11-1964                                                                     | Dortmund                                                                      | Germania Ovest                                                                | 1 – 1                                                                         | Svezia                                                                        | Qual. Mondiali 1966                                                           | -                                                                             |                                                                               |
| 26-9-1965                                                                     | Stoccolma                                                                     | Svezia                                                                        | 1 – 2                                                                         | Germania Ovest                                                                | Qual. Mondiali 1966                                                           | -                                                                             |                                                                               |
| 1-6-1966                                                                      | Gelsenkirchen                                                                 | Germania Ovest                                                                | 1 – 0                                                                         | Romania                                                                       | Amichevole                                                                    | -                                                                             |                                                                               |
| 23-6-1966                                                                     | Colonia                                                                       | Germania Ovest                                                                | 2 – 0                                                                         | Finlandia                                                                     | Amichevole                                                                    | -                                                                             |                                                                               |
| 12-7-1966                                                                     | Sheffield                                                                     | Germania Ovest                                                                | 5 – 0                                                                         | Svizzera                                                                      | Mondiali 1966 - 1º turno                                                      | -                                                                             |                                                                               |
| 16-7-1966                                                                     | Birmingham                                                                    | Argentina                                                                     | 0 – 0                                                                         | Germania Ovest                                                                | Mondiali 1966 - 1º turno                                                      | -                                                                             |                                                                               |
| 20-7-1966                                                                     | Birmingham                                                                    | Germania Ovest                                                                | 2 – 1                                                                         | Spagna                                                                        | Mondiali 1966 - 1º turno                                                      | -                                                                             |                                                                               |
| 23-7-1966                                                                     | Birmingham                                                                    | Germania Ovest                                                                | 4 – 0                                                                         | Uruguay                                                                       | Mondiali 1966 - Quarti di finale                                              | -                                                                             |                                                                               |
| 25-7-1966                                                                     | Liverpool                                                                     | Unione Sovietica                                                              | 1 – 2                                                                         | Germania Ovest                                                                | Mondiali 1966 - Semifinale                                                    | -                                                                             |                                                                               |
| 30-7-1966                                                                     | Londra                                                                        | Inghilterra                                                                   | 4 – 2 dts                                                                     | Germania Ovest                                                                | Mondiali 1966 - Finale                                                        | -                                                                             |                                                                               |
| 16-4-1969                                                                     | Glasgow                                                                       | Scozia                                                                        | 1 – 1                                                                         | Germania Ovest                                                                | Qual. Mondiali 1970                                                           | -                                                                             |                                                                               |
| 11-2-1970                                                                     | Siviglia                                                                      | Spagna                                                                        | 2 – 0                                                                         | Germania Ovest                                                                | Amichevole                                                                    | -                                                                             |                                                                               |
| 8-4-1970                                                                      | Stoccarda                                                                     | Germania Ovest                                                                | 1 – 1                                                                         | Turchia                                                                       | Amichevole                                                                    | -                                                                             |                                                                               |
| 13-5-1970                                                                     | Kaiserslautern                                                                | Germania Ovest                                                                | 1 – 0                                                                         | Stati Uniti                                                                   | Amichevole                                                                    | -                                                                             |                                                                               |
| 7-6-1970                                                                      | León                                                                          | Germania Ovest                                                                | 5 – 2                                                                         | Bulgaria                                                                      | Mondiali 1970 - 1º turno                                                      | -                                                                             |                                                                               |
| 10-6-1970                                                                     | León                                                                          | Germania Ovest                                                                | 3 – 1                                                                         | Perù                                                                          | Mondiali 1970 - 1º turno                                                      | -                                                                             |                                                                               |
| 14-6-1970                                                                     | León                                                                          | Inghilterra                                                                   | 2 – 3                                                                         | Germania Ovest                                                                | Mondiali 1970 - Quarti di finale                                              | -                                                                             |                                                                               |
| 17-6-1970                                                                     | Città del Messico                                                             | Italia                                                                        | 4 – 3 dts                                                                     | Germania Ovest                                                                | Mondiali 1970 - Semifinale                                                    | 1                                                                             |                                                                               |
| 20-6-1970                                                                     | Città del Messico                                                             | Germania Ovest                                                                | 1 – 0                                                                         | Uruguay                                                                       | Mondiali 1970 - Finale 3º posto                                               | -                                                                             |                                                                               |
| 12-2-1971                                                                     | Tirana                                                                        | Albania                                                                       | 0 – 1                                                                         | Germania Ovest                                                                | Qual. Euro 1972                                                               | -                                                                             |                                                                               |
| Totale                                                                        |                                                                               | Presenze                                                                      | 47                                                                            |                                                                               | Reti                                                                          | 1                                                                             |                                                                               |

## Palmarès

### Club

#### Competizioni nazionali
- Campionato tedesco: 1

Colonia: 1961-1962
- Campionato italiano: 1

Milan: 1967-1968
- Coppa Italia: 4

Roma: 1963-1964
Milan: 1966-1967, 1971-1972, 1972-1973

#### Competizioni internazionali
- Coppa delle Coppe: 2

Milan: 1967-1968, 1972-1973
- Coppa dei Campioni: 1

Milan: 1968-1969
- Coppa Intercontinentale: 1

Milan: 1969

### Individuale
- All-Star Team del campionato mondiale: 1

1962
- Calciatore tedesco-occidentale dell'anno: 1

1962